# 陈凯先

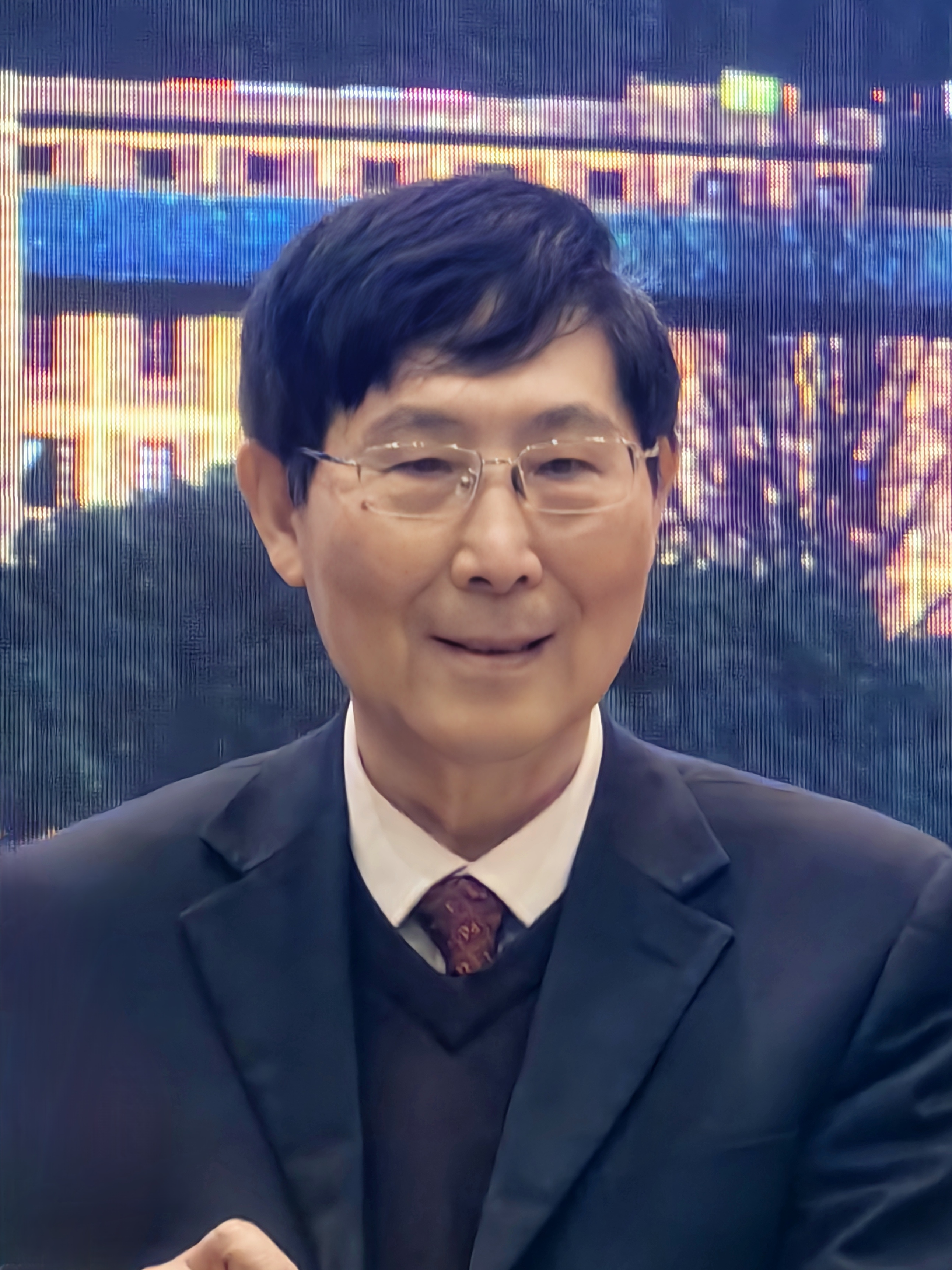
陈凯先在珞珈讲坛

陈凯先（1945年8月28日—），男，祖籍江苏南京，生于重庆，中国药物化学家，上海中医药大学校长。主要从事计算机辅助药物设计领域的研究。

## 生平
陈凯先于1967年毕业于复旦大学放射化学专业。1978年进入中国科学院上海药物研究所攻读研究生，1985年获博士学位。此后前往法国巴黎生物物理化学研究所担任访问学者。回国后长事任职于中科院上海药物研究所，曾任合成室主任、研究生部主任、学术委员会副主任、副所长等。1996年出任上海药物研究所所长。1999年当选中国科学院化学部院士。2004年出任中国科学院上海生命科学研究院党委书记。2005年起任上海中医药大学校长、中科院上海药物研究所学术委员会主任。2008年，当选第十一届全国政协委员，代表科学技术界，分入第三十一组。

## 社会兼职
陈凯先曾担任过新药研究国家重点实验室学术委员会主任，中国科学院新药研究专家委员会主任、973计划首席科学家、中国中西医结合学会会长、上海市科协副主席等职。